# The Mask and Mirror
Albums de Loreena McKennitt
The Visit
(1991) The Book of Secrets
(1997)
The Mask and Mirror est le cinquième album de Loreena McKennitt, sorti en 1994.
The Mask and Mirror suit la formule inaugurée dans The Visit et qui sera encore reprise dans The Book of Secrets : des instrumentaux et chansons inspirés des musiques du monde, qui se succèdent en respectant plus ou moins une alternance morceaux rythmées / morceaux apaisés. L'ouverture de l'album démarre lentement avant de s'enflammer, tandis que la conclusion laisse méditatif et rêveur. Les percussions sont ici plus nettes que dans les albums précédents de Loreena McKennitt. On n'est pas loin de retrouver l'ambiance orientale de certains morceaux de la fin de carrière de Dead Can Dance.
Plusieurs pistes de l'album sont utilisées comme bande originale pour le film Jade, de William Friedkin sorti en 1995, avec Linda Fiorentino et David Caruso.

## Liste des morceaux
| No | Titre                               | Auteur                                                                           | Durée |
| -- | ----------------------------------- | -------------------------------------------------------------------------------- | ----- |
| 1. | The mystic's dream                  | Loreena McKennitt                                                                | 7:40  |
| 2. | The bonny swans (traditionnel)      | Loreena McKennitt                                                                | 7:18  |
| 3. | The dark night of the soul          | Loreena McKennitt / Saint Jean de la Croix                                       | 6:44  |
| 4. | Marrakesh night market              | Loreena McKennitt                                                                | 6:30  |
| 5. | Full circle                         | Loreena McKennitt                                                                | 5:57  |
| 6. | Santiago (traditionnel)             |                                                                                  | 5:58  |
| 7. | Cé hé mise le ulingt? The two trees | Loreena McKennitt / William Butler Yeats - Intro composée par Patrick Hutchinson | 9:06  |
| 8. | Prospero's speech                   | Loreena McKennitt / William Shakespeare                                          | 3:23  |